# 羽尾信号場
座標: 北緯36度29分08秒 東経138度05分55秒 / 北緯36.48556度 東経138.09861度
羽尾信号場（はねおしんごうじょう）は、長野県千曲市にあった、東日本旅客鉄道（JR東日本）篠ノ井線の信号場。

## 歴史
同時期に開設された潮沢信号場（1988年廃止）・桑ノ原信号場と共に、日本国内では最後期に設置されたスイッチバック停車場で、新設時よりスイッチバック方式を採用した停車場としては国内で最も新しい。開業当初から無人で、姨捨駅から遠隔操作されていた。
この区間は比較的駅間距離が短かったこと、電車列車が中心となって運転速度が高くなったこともあり、線区のスリム化の観点から廃止された。

### 年表
- 1966年（昭和41年）3月27日：日本国有鉄道（国鉄）篠ノ井線の信号場として開設[1][2]。
- 1987年（昭和62年）4月1日：国鉄分割民営化により、JR東日本の信号場となる[2]。
- 2008年（平成20年）
  - 3月15日：ダイヤ改正により、入線する列車の設定がなくなる。
  - 7月5日：臨時快速列車「スイッチバック街道惜別羽尾号」が運転される[4]。
- 2009年（平成21年）3月14日：廃止[3]。

## 構造
冠着駅より姨捨駅方向に約3.7キロメートルの地点、姨捨駅方に向かって下る勾配上にあり、シーサスクロッシング1基と引き上げ線2本を備えたスイッチバック式信号場であった。シーサスクロッシングは撤去され、撤去後に保線用車両留置の短い側線が乗越分岐器を通じて設置されている。

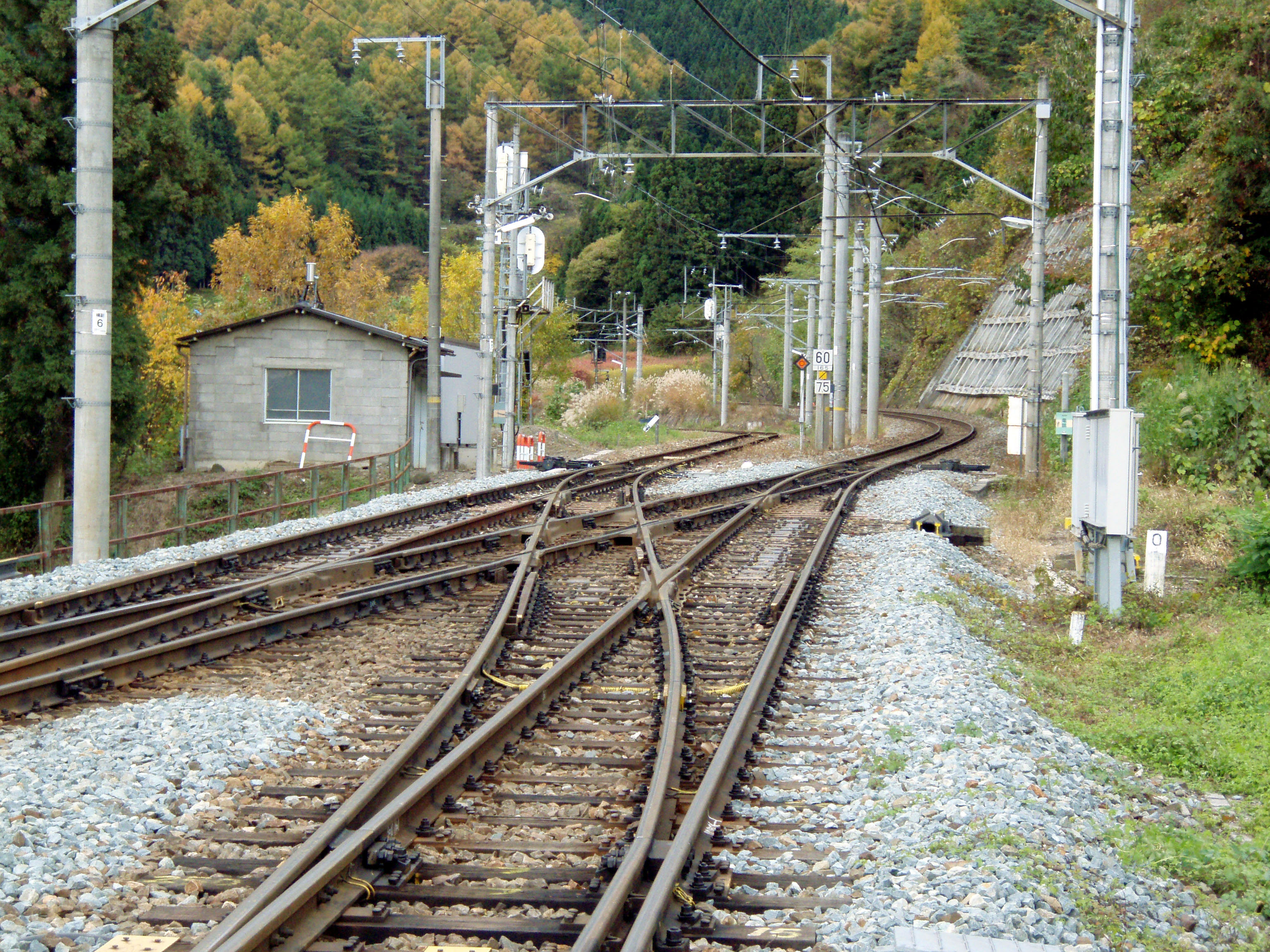
冠着方
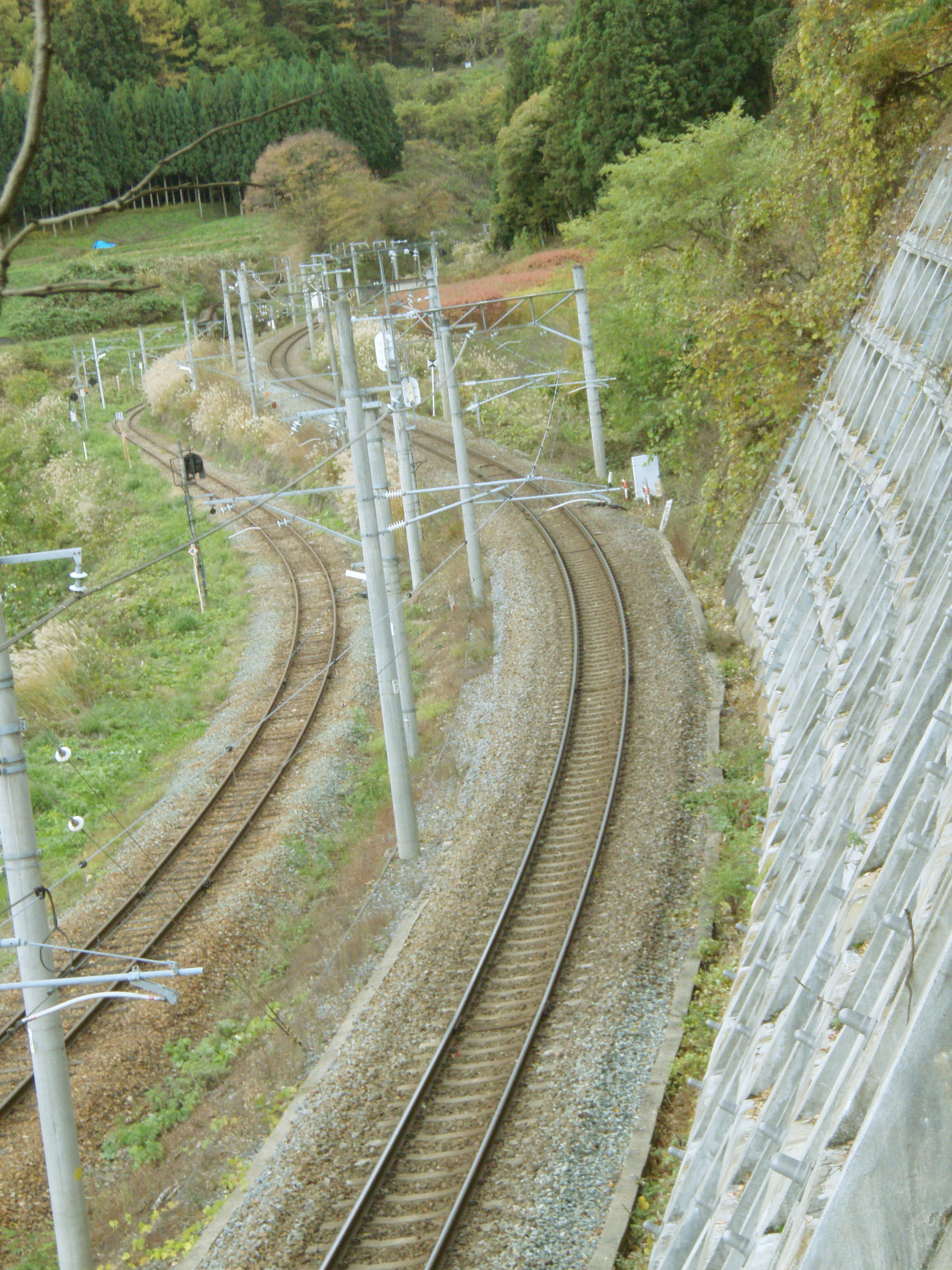
待避線と本線
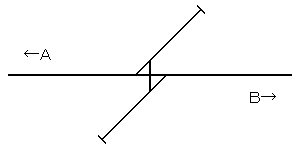
元構内配線図　A:冠着方面　B:姨捨方面

## 周辺
付近は高台にあり麓に集落が点在。
- 長野自動車道

## 廃止後
線路などは雑草に埋もれている。列車車内から観察することができる。

## 隣の駅
東日本旅客鉄道（JR東日本）
篠ノ井線
冠着駅 - 羽尾信号場 - 姨捨駅